# Riociguat

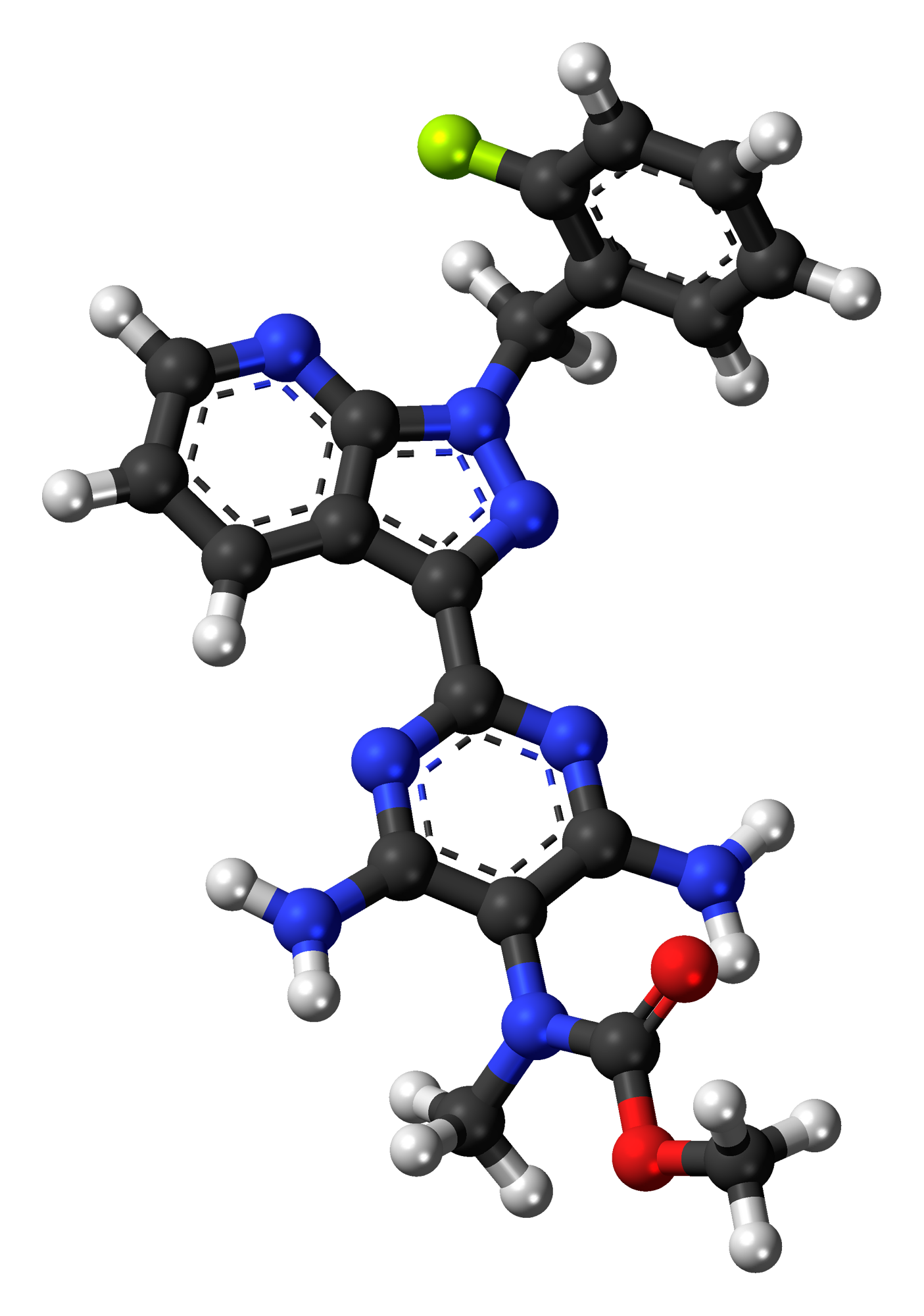
Modelo de la molécula de riociguat. Código de color: Carbono, C: negro. Hidrógeno, H: blanco. Oxígeno, O: rojo. Nitrógeno, N: azul. Fluor, F: verde.

Riociguat (nombre comercial Adempas) es un fármaco de Bayer que estimula la guanilato ciclasa soluble (GCS). Actualmente está aprobado para el uso en la hipertensión pulmonar primaria y la hipertensión pulmonar tipo IV (secundaria a tromboembolismo pulmonar crónico).Riociguat corresponde a la primera droga de la clase de estimuladores de la GCS.

## Contraindicaciones
Riociguat puede causar daño fetal y por lo tanto está contraindicado durante el embarazo.